# Medienbrücke

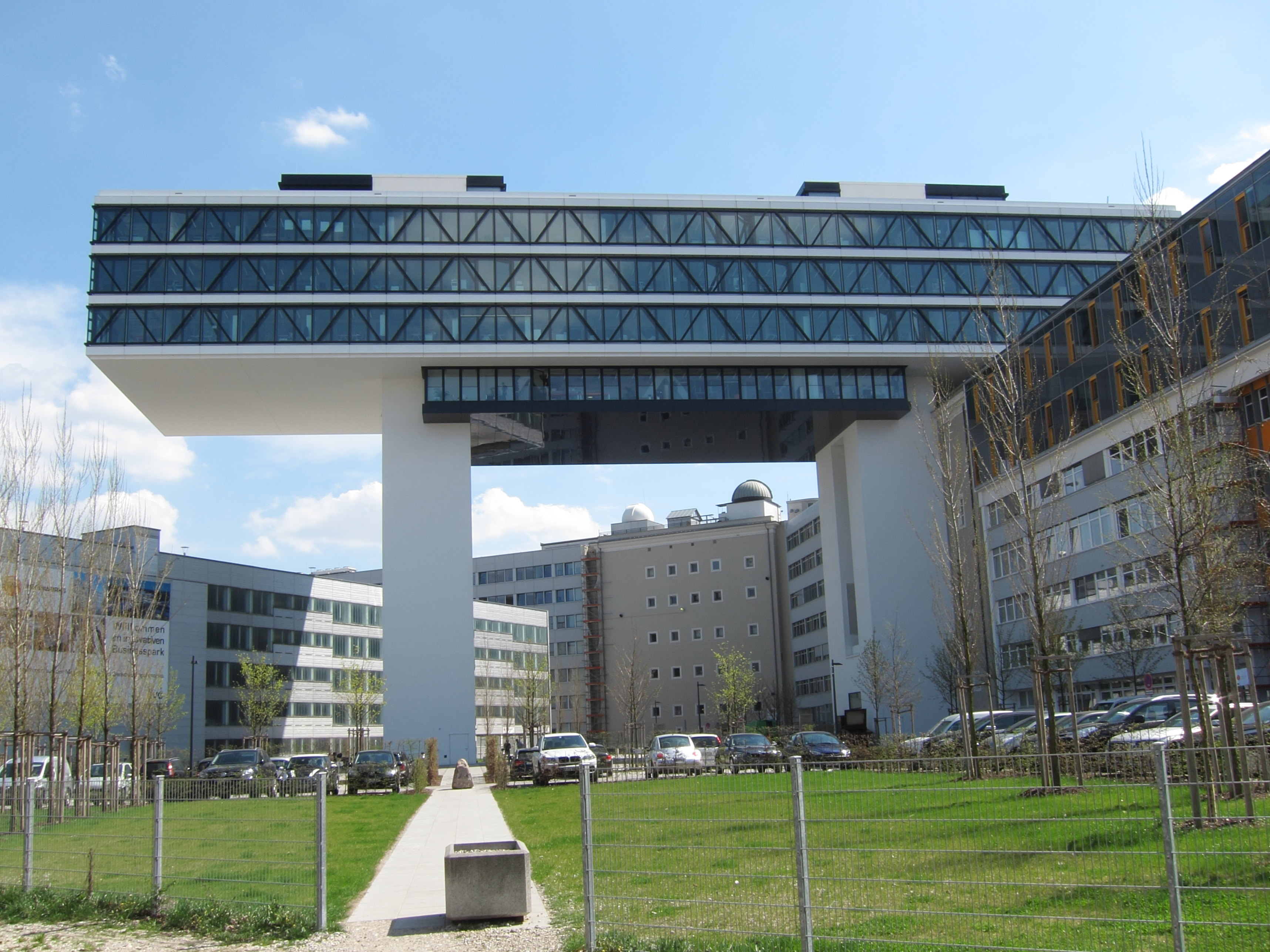
Medienbrücke

Die Medienbrücke München ist ein Hochhaus im Werksviertel im Münchner Stadtbezirk Berg am Laim. Es wurde von Otto Steidle entworfen und posthum von seinen Nachfolgern steidle architekten realisiert. 
Es wurde als ein Projekt der BMI Immobilienmanagement GmbH errichtet.

## Bauwerk
Das auf zwei Säulen bis zu einer maximalen Höhe von 46 Metern schwebende Gebäude gilt als eine der ungewöhnlicheren Immobilien der Landeshauptstadt.  Nach rund zweijähriger Bauzeit wurde das 30 Millionen Euro teure Gebäude im Herbst 2012 fertiggestellt. Die rund 7.000 Quadratmeter Büroflächen sind überwiegend an Unternehmen der Medienbranche vermietet.  Das Haus bietet einen Panoramablick bis zu den Alpen.
Das Gebäude ist 90 Meter lang und 23 Meter tief, die maximale Höhe beträgt 46 Meter.